# Kosmos 324
O Kosmos 324 (em russo: Космос 324) também denominado DS-P1-Yu Nº 30, foi um satélite artificial soviético lançado ao espaço com sucesso no dia 27 de fevereiro de 1970 através de um foguete Kosmos-2I a partir do Cosmódromo de Plesetsk.

## Características
O Kosmos 324 foi o trigésimo membro da série de satélites DS-P1-Yu e o vigésimo oitavo lançado com sucesso após o fracasso dos lançamentos do segundo e do vigésimo terceiro membros da série. Sua missão era auxiliar sistemas antissatélites e antimíssil soviéticos.
O Kosmos 324 foi injetado em uma órbita inicial de 492 km de apogeu e 283 km de perigeu, com uma inclinação orbital de 71 graus e um período de 91,9 minutos. Reentrou na atmosfera terrestre em 23 de maio de 1970.